# Koppa
Cette page contient des caractères spéciaux ou non latins. S’ils s’affichent mal (▯, ?, etc.), consultez la page d’aide Unicode.
Ne doit pas être confondu avec la lettre cyrillique koppa (Ҁ, ҁ) ou la lettre copte faï (Ϥ, ϥ).

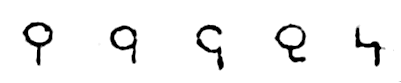
Variantes formes du koppa selon Woisin 1886.

Koppa (capitale : Ϙ, minuscule : ϙ) forme épigraphique, comme numéral moderne Ϟ (ϟ en minuscule) ; (en grec ϙόππα puis κόππα) est le nom ancien d’une lettre archaïque de l’alphabet grec servant à noter un type de /k/. La lettre utilisée avec cette fonction (« koppa littéral ») a disparu de l’alphabet classique mais a été conservée, sous une forme différente, dans la numération pour noter le nombre 90 (« koppa numéral »).
Remarque : les deux fonctions et formes du koppa sont distinguées par Unicode. Certaines polices de caractères, cependant, les confondent.

## Koppa littéral (ou Qoppa)
Note : les transcriptions phonétiques suivent l'alphabet phonétique international. Les lettres grecques citées autonymiquement comme lettres ne sont pas mises en italique, au contraire des lettres latines.
On désigne ainsi le signe Ϙ (ϙ en minuscule, qui est une invention récente puisque la lettre, archaïque, ne s'est employée qu'à l'époque où le grec ne se traçait qu'en capitales) quand il sert à noter non pas un phonème mais un allophone du phonème /k/, à savoir [ḵ], c'est-à-dire un type de /k/ articulé en arrière de la zone vélaire, avant la consonne qu'on noterait [q]. Une telle distinction, non pertinente en grec, ne s'est pas conservée longtemps.

### Origine phénicienne
Lorsque les peuples grecs ont emprunté au VIIIe siècle avant l'ère chrétienne les lettres phéniciennes pour créer leurs alphabets (il a en effet existé de nombreuses moutures de l'alphabet grec avant que le modèle ionien de Milet ne s'impose à Athènes en -403), ils se sont servis de la lettre  qōf (on peut trouver d'autres noms, ceux des lettres phéniciennes ne nous étant pas directement attestés mais étant reconstruits) pour transcrire l'allophone non pertinent [ḵ] du phonème /k/, son qui, aux oreilles grecques, était le plus proche de la valeur phénicienne de la lettre, à savoir [q].
Cette distinction n'est pas utile en grec (alors que dans les langues sémitiques [k] et [q] ne se confondent pas) : en effet, [ḵ] n'est qu'une variante combinatoire de /k/ devant les voyelles /o/ et /u/ (directement ou non : une ou plusieurs consonnes peuvent s'intercaler entre [ḵ] et /o, u/) : le passage de [k] à [ḵ] est donc automatique et il n'est pas possible de trouver [k] devant /o/ et /u/ ou [ḵ] ailleurs que devant ces voyelles (de même qu'en français le /k/ de coup est articulé plus en arrière que celui de qui sans qu'on puisse opposer ces deux types de /k/, qui ne forment donc qu'un seul phonème). La lettre, nommée ϙόππα / ḵóppa, est cependant présente dans de nombreux alphabets grecs anciens. On la trouve par exemple dans ceux de Théra, de Crète, de Naxos, d’Athènes, de Milet et d’Arcadie, entre autres.
Le tracé de la lettre, depuis le phénicien, a évolué de diverses manières selon les alphabets ; on la représente maintenant sous une forme standardisée Ϙ, proche de notre Q latin (qui en est tiré). D’autres formes sont cependant attestées, mais rarement utilisées dans les éditions modernes de textes grecs, dont une semblable à l’œil phénicien, .
L’ordre levantin ayant été respecté par les Grecs, la lettre koppa occupait la 18e place dans l'alphabet originel et servait à noter le nombre 90. C’est d’ailleurs cette dernière fonction qui lui a permis de ne pas être entièrement oubliée.

### Disparition de la lettre
Après le Ve siècle, koppa en tant que lettre (et non en tant que nombre) tombe en désuétude en Grèce : en effet, loin d'être nécessaire à l'écriture, elle n'a aucune raison d'être (d'autant moins qu'en regard du couple de sourdes Κ ~ Ϙ, on ne trouve qu'une sonore Γ). Koppa est simplement remplacé dans toutes les positions par kappa.

### Importance dans l'étude épigraphique et philologique
L'existence du koppa littéral intéresse surtout le paléographe et l'épigraphiste : la consonne ne notant pas un phonème distinct, il est rare, hormis dans l'étude de l'écriture grecque elle-même, qu'on l'utilise. Quand il convient de représenter fidèlement un texte archaïque, cependant, le koppa retrouve son intérêt.
Par exemple, l'ouvrage de Michel Lejeune cité en bibliographie, abordant le cas du koppa au paragraphe 24, cite les mots suivants (en minuscules ; on a préféré ici les capitales pour bien marquer le caractère épigraphique des termes) : ΛΕϘΥΘΟΣ (λήκυθος « petit vase »), ΚΑϘΟΝ (ionien-attique : κακόν « mauvais » neutre), ΛΕϘΤΟΙΣ (λεκτοῖς « choisis » datif pluriel), ϘΟΡΕH (κόρῃ « jeune fille » datif singulier), etc.

### Transmission aux alphabets étrusque puis latin
Le koppa a été emprunté avant sa disparition par les Étrusques dans leur alphabet (lesquels se sont servis du modèle d'Eubée, emprunté et adapté au cours du VIIe siècle avant l'ère chrétienne). Procédant de la même manière que les Grecs, ils ont assigné au koppa la valeur allophonique de /k/ postérieur devant /u/ (la langue étrusque ne connaît pas de phonème /o/), réservant à K le rôle de /k/ médian et à C (issu du Γ gamma grec qui y vaut /g/, qu'ils prononçaient /k/ puisque leur langue n'a pas les sons voisés /b/, /d/ et /g/) celui de /k/ antérieur devant /e/ et /i/. Ainsi, l'alphabet étrusque était riche de trois graphèmes différents pour trois allophones d'un même phonème, ce qui s'est avéré très peu utile : du reste, au cours du Ve siècle avant l'ère chrétienne, seul C a été conservé.
Entre-temps, les Romains, empruntant les lettres étrusques pour leur propre alphabet, ont hérité ces trois lettres pour un même son. Si le destin de K et C (qui a donné ensuite G) n'importe pas ici, il convient de noter qu'ils ont conservé le koppa, devenu Q dans la graphie quadrata, laquelle s'est continuée jusqu'à nous. À la manière des Étrusques, ils ont gardé au Q son rôle de graphème allophonique de /k/ devant /o/ et /u/ et l'ont étendu à la notation du phonème indépendant /kʷ/ (comme dans « quadrupède ») en considérant qu'il s'agissait d'un /k/ devant un /u/ consonne (écrit donc QV), ce qui est inexact puisque /k/ et /kʷ/ sont, en latin, deux phonèmes différents : on trouve ainsi, dans les inscriptions archaïques, CENSOR (« censeur »), KAPVT (caput, « tête ») mais QOMES (comes, « chevelure », QVRA (cura, « soin ») et AQVA (« eau »). Rapidement, Q a été limité au digramme QV notant /kʷ/, C prévalant dans les autres cas.

## Koppa numéral
Bien que maintenant inusité en tant que lettre (sauf dans les ouvrages didactiques, cf. supra), le koppa continue d'être employé comme signe de la numération alphabétique grecque avec la valeur 90. Son œil n'est cependant plus celui de la lettre ancienne mais celui dit « en éclair » ou « en Z ». C'est le seul utilisé dans les documents légaux grecs : le koppa ancien utilisé comme nombre ne se rencontre que dans les éditions actuelles de textes anciens. L'utilisation de la forme onciale ouverte (Ҁ), que l'on rencontre dans certaines des éditions de textes anciens, n'est pas pertinente : en effet, la lettre pourrait être confondue avec le digamma / stigma (Ϛ) ou sa forme probable latine ↅ avec la valeur 6.
Cette modification d'aspect s'explique historiquement ; comme la lettre n'était plus comprise ni utilisée, si ce n'est dans la numération, elle a subi une simplification du tracé : 
- tout d'abord, la boucle s'est ouverte dans la graphie onciale : Ϙ → Ҁ (graphie conservée en cyrillique) ;
- la boucle est réduite tandis que le jambage est étendu : Ҁ →  (𐍁, graphie conservée dans l'alphabet gotique) ;
- le tracé arrondi est brisé en trois segments ne reprenant que l'allure générale du ductus :  → Ϟ.

## Codage informatique
Les lettres koppa sont codées par Unicode aux emplacements suivants :
| Nom                                    | Représentation | Code   | UTF-8      | entité numérique décimale HTML |
| koppa littéral (ou Qoppa) en capitale  | Ϙ              | U+03D8 | 00xCF 0x98 | &#984;                         |
| koppa littéral (ou Qoppa) en minuscule | ϙ              | U+03D9 | 0xCF 0x99  | &#985;                         |
| koppa numéral en capitale              | Ϟ              | U+03DE | 00xCF 0x9E | &#990;                         |
| koppa numéral en minuscule             | ϟ              | U+03DF | 0xCF 0x9F  | &#991;                         |

Les deux koppas n'ont été distingués l'un de l'autre qu'à partir de la version 3.2 d'Unicode, ce qui explique que des polices anciennes les confondent et affichent l'un des tracés pour l'autre.